# HD 51104
HD 51104，又名BD+10 1335，SAO 96294、HR 2589，是一颗恒星，视星等为5.92，位于銀經204.61，銀緯5.62，其B1900.0坐标为赤經6h 50m 55.6s，赤緯+10° 5.62′ 10″。